# Le signore preferiscono il mambo
Le signore preferiscono il mambo (Ces dames préfèrent le mambo) è un film del 1957 diretto da Bernard Borderie.